# Trinomys gratiosus
Trinomys gratiosus — вид гризунів родини щетинцевих, який мешкає в Атлантичному лісі східної частини Бразилії в штатах Ріо-де-Жанейро, Мінас-Жерайс і Еспіріту-Санту вище 600 м над рівнем моря у первинних і вторинних лісах із щільним верхнім ярусом. 

## Генетика
Каріотип 2n=56, FN=108.

## Загрози та охорона
У даний час немає серйозних загроз для виду. Зустрічається у кількох національних парках та парках штатів Бразилії. 